# Sta. Rita Hills AVA
Sta. Rita Hills AVA (anerkannt seit dem 31. Mai 2001) ist ein Weinbaugebiet im US-Bundesstaat Kalifornien. Das Gebiet liegt in dem Verwaltungsgebiet Santa Barbara County. Das Weinbaugebiet ist Teil der übergeordneten Santa Ynez Valley AVA und Central Coast AVA. Zwischen 2001 und 2006 hieß das Gebiet offiziell Santa Rita Hills AVA. Gegen diesen Namen ging jedoch die chilenische Großkellerei Vina Santa Rita mit Erfolg an. Am 5. Januar 2006 erfolgte schließlich die Umbenennung.

## Geographie
Sta. Rita Hills liegt zwischen den Städten Lompoc und Buellton und ist Teil der Purisima Hills im Norden sowie der Santa Rosa Hills im Süden. Das von Ost nach West verlaufende Teil wird durch Nebel und Meeresbrisen des Pazifischen Ozeans gekühlt. In Verbindung mit den kühlen Böden können hier Wein der früh reifenden Rebsorten Chardonnay und Pinot Noir sowie der später reifenden Syrah erzeugt werden.

## Trivia
Diverse Weingüter der Sta. Rita Hills AVA sind im 2004 erschienenen Film Sideways zu sehen.